# Plivanje na OI 2004.

## Pojedinačna natjecanja

### 50 m slobodno
| Mjesto | Država     | Plivač               | Vrijeme (s) |
| ------ | ---------- | -------------------- | ----------- |
| 1.     | SAD        | Gary Hall Jr.        | 21,93 s     |
| 2.     | Hrvatska   | Duje Draganja        | 21,94 s     |
| 3.     | JAR        | Roland Mark Schoeman | 22,02 s     |
| 4.     | Švedska    | Stefan Nystrand      | 22,08 s     |
| 5.     | SAD        | Jason Lezak          | 22,11 s     |
| 6.     | Australija | Brett Hawke          | 22,18 s     |
| 7.     | Ukrajina   | Olexandr Wolynez     | 22,26 s     |
| 8.     | Alžir      | Salim Iles           | 22,37 s     |

| Mjesto | Država     | Plivačica          | Vrijeme (s) |
| ------ | ---------- | ------------------ | ----------- |
| 1.     | Nizozemska | Inge de Bruijn     | 24,58 s     |
| 2.     | Francuska  | Malia Metella      | 24,89 s     |
| 3.     | Australija | Lisbeth Lenton     | 24,91 s     |
| 4.     | Švedska    | Therese Alshammar  | 24,93 s     |
| 5.     | SAD        | Kara Lynn Joyce    | 25,00 s     |
| 6.     | Australija | Michelle Engelsman | 25,06 s     |
| 7.     | SAD        | Jenny Thompson     | 25,11 s     |
| 8.     | Italija    | Flavia Cazziolato  | 25,20 s     |

### 100 m slobodno
| Mjesto | Država     | Plivač                    | Vrijeme |
| ------ | ---------- | ------------------------- | ------- |
| 1.     | Nizozemska | Pieter van den Hoogenband | 48,17 s |
| 2.     | JAR        | Roland Mark Schoeman      | 48,23 s |
| 3.     | Australija | Ian Thorpe                | 48,56 s |
| 4.     | JAR        | Ryk Neethling             | 48,63 s |
| 5.     | Italija    | Filippo Magnini           | 48,99 s |
| 6.     | Hrvatska   | Duje Draganja             | 49,23 s |
| 7.     | Alžir      | Salim Iles                | 49,30 s |
| 8.     | Rusija     | Andrei Kapralow           | 49,30 s |

| Mjesto | Država      | Plivačica               | Vrijeme |
| ------ | ----------- | ----------------------- | ------- |
| 1.     | Australija  | Jodie Henry             | 53,84 s |
| 2.     | Nizozemska  | Inge de Bruijn          | 54,16 s |
| 3.     | SAD         | Natalie Coughlin        | 54,40 s |
| 4.     | Francuska   | Malia Metella           | 54,50 s |
| 5.     | SAD         | Kara Lynn Joyce         | 54,54 s |
| 6.     | Grčka       | Nery Mantey Niangkouara | 54,81 s |
| 7.     | Slovačka    | Martina Moravcová       | 55,12 s |
| 8.     | Bjelorusija | Alena Poptschanka       | 55,24 s |

### 200 m slobodno
| Mjesto | Država                 | Plivač                    | Vrijeme          |
| ------ | ---------------------- | ------------------------- | ---------------- |
| 1.     | Australija             | Ian Thorpe                | 1:44,27 min (OR) |
| 2.     | Nizozemska             | Pieter van den Hoogenband | 1:45,23 min      |
| 3.     | SAD                    | Michael Phelps            | 1:45,32 min (AM) |
| 4.     | SAD                    | Klete Keller              | 1:46,13 min      |
| 5.     | Australija             | Grant Hackett             | 1:46,56 min      |
| 6.     | Kanada                 | Rick Say                  | 1:47,55 min      |
| 7.     | Ujedinjeno Kraljevstvo | Simon Burnett             | 1:48,02 min      |
| 8.     | Italija                | Emiliano Brembilla        | 1:48,40 min      |

| Mjesto | Država    | Plivačica             | Vrijeme     |
| ------ | --------- | --------------------- | ----------- |
| 1.     | Rumunjska | Camelia Potec         | 1:58,03 min |
| 2.     | Italija   | Federica Pellegrini   | 1:58,22 min |
| 3.     | Francuska | Solenne Figuès        | 1:58,45 min |
| 4.     | Poljska   | Paulina Barzycka      | 1:58,62 min |
| 5.     | Njemačka  | Franziska van Almsick | 1:58,88 min |
| 6.     | SAD       | Dana Vollmer          | 1:58,98 min |
| 7.     | NR Kina   | Pang Jiaying          | 1:59,16 min |
| 8.     | Švedska   | Josefin Lillhage      | 1:59,20 min |

### 400 m slobodno
| Mjesto | Država     | Plivač                | Vrijeme          |
| ------ | ---------- | --------------------- | ---------------- |
| 1.     | Australija | Ian Thorpe            | 3:43,10 min      |
| 2.     | Australija | Grant Hackett         | 3:43,36 min      |
| 3.     | SAD        | Klete Keller          | 3:44,11 min (AM) |
| 4.     | SAD        | Larsen Jensen         | 3:46,08 min      |
| 5.     | Italija    | Massimiliano Rosolino | 3:46,25 min      |
| 6.     | Rusija     | Juri Prilukow         | 3:46,69 min      |
| 7.     | Grčka      | Spyridon Gianniotis   | 3:48,77 min      |
| 8.     | Japan      | Takeshi Matsuda       | 3:48,96 min (AS) |

| Mjesto | Država                 | Plivačica          | Vrijeme          |
| ------ | ---------------------- | ------------------ | ---------------- |
| 1.     | Francuska              | Laure Manaudou     | 4:05,34 min (ER) |
| 2.     | Poljska                | Otylia Jędrzejczak | 4:05,84 min      |
| 3.     | SAD                    | Kaitlin Sandeno    | 4:06,19 min      |
| 4.     | Rumunjska              | Camelia Potec      | 4:06,34 min      |
| 5.     | Japan                  | Ai Shibata         | 4:07,51 min      |
| 6.     | Japan                  | Sachiko Yamada     | 4:10,91 min      |
| 7.     | Australija             | Linda Mackenzie    | 4:10,92 min      |
| 8.     | Ujedinjeno Kraljevstvo | Rebecca Cooke      | 4:11,35 min      |

### 1500 m + 800 m slobodno
| Mjesto | Država                 | Plivač              | Vrijeme           |
| ------ | ---------------------- | ------------------- | ----------------- |
| 1.     | Australija             | Grant Hackett       | 14:43,40 min (OR) |
| 2.     | SAD                    | Larsen Jensen       | 14:45,29 min (AM) |
| 3.     | Ujedinjeno Kraljevstvo | David Davies        | 14:45,95 min (ER) |
| 4.     | Rusija                 | Juri Prilukow       | 14:52,48 min      |
| 5.     | Grčka                  | Spyridon Gianniotis | 15:03,69 min      |
| 6.     | Ujedinjeno Kraljevstvo | Graeme Smith        | 15:09,71 min      |
| 7.     | Rumunjska              | Dragoş Coman        | 15:10,21 min      |
| 8.     | Australija             | Craig Stevens       | 15:13,66 min      |

| Mjesto | Država                 | Plivačica        | Vrijeme     |
| ------ | ---------------------- | ---------------- | ----------- |
| 1.     | Japan                  | Ai Shibata       | 8:24,54 min |
| 2.     | Francuska              | Laure Manaudou   | 8:24,96 min |
| 3.     | SAD                    | Diana Munz       | 8:26,61 min |
| 4.     | SAD                    | Kalyn Keller     | 8:26,97 min |
| 5.     | Španjolska             | Erika Villaecija | 8:29,04 min |
| 6.     | Ujedinjeno Kraljevstvo | Rebecca Cooke    | 8:29,37 min |
| 7.     | Njemačka               | Jana Henke       | 8:33,95 min |
| 8.     | Rumunjska              | Simona Paduraru  | 8:37,02 min |

### 100 m leđno
| Mjesto | Država     | Plivač            | Vrijeme      |
| ------ | ---------- | ----------------- | ------------ |
| 1.     | SAD        | Aaron Peirsol     | 54,06 s      |
| 2.     | Austrija   | Markus Rogan      | 54,35 s (NR) |
| 3.     | Japan      | Morita Tomomi     | 54,36 s (AS) |
| 4.     | SAD        | Lenny Krayzelburg | 54,38 s      |
| 5.     | Australija | Matt Welsh        | 54,52 s      |
| 6.     | Mađarska   | László Cseh       | 54,61 s      |
| 7.     | Njemačka   | Steffen Driesen   | 54,63 s      |
| 8.     | Njemačka   | Marco di Carli    | 55,27 s      |

| Mjesto | Država     | Plivačica          | Vrijeme          |
| ------ | ---------- | ------------------ | ---------------- |
| 1.     | SAD        | Natalie Coughlin   | 1:00,37 min      |
| 2.     | Zimbabve   | Kirsty Coventry    | 1:00,50 min (AF) |
| 3.     | Francuska  | Laure Manaudou     | 1:00,88 min      |
| 4.     | Japan      | Reiko Nakamura     | 1:01,05 min      |
| 5.     | Španjolska | Nina Živanevskaja  | 1:01,12 min      |
| 6.     | Njemačka   | Antje Buschschulte | 1:01,39 min      |
| 7.     | Danska     | Louise Ørnstedt    | 1:01,51 min      |
| 8.     | SAD        | Haley Cope         | 1:01,76 min      |

### 200 m leđno
| Mjesto | Država                 | Plivač        | Vrijeme          |
| ------ | ---------------------- | ------------- | ---------------- |
| 1.     | SAD                    | Aaron Peirsol | 1:54,95 min (OR) |
| 2.     | Austrija               | Markus Rogan  | 1:57,35 min (NR) |
| 3.     | Rumunjska              | Răzvan Florea | 1:57,56 min      |
| 4.     | Ujedinjeno Kraljevstvo | James Goddard | 1:57,76 min      |
| 5.     | Japan                  | Tomomi Morita | 1:58,40 min (AS) |
| 6.     | Francuska              | Simon Dufour  | 1:58,49 min      |
| 7.     | Ujedinjeno Kraljevstvo | Gregor Tait   | 1:59,28 min      |
| 8.     | Slovenija              | Blaž Medvešek | 2:00,06 min      |

| Mjesto | Država                 | Plivačica           | Vrijeme          |
| ------ | ---------------------- | ------------------- | ---------------- |
| 1.     | Zimbabve               | Kirsty Coventry     | 2:09,19 min (AF) |
| 2.     | Rusija                 | Stanislawa Komarowa | 2:09,72 min      |
| 3.     | Njemačka               | Antje Buschschulte  | 2:09,88 min      |
|        | Japan                  | Reiko Nakamura      | 2:09,88 min      |
| 5.     | SAD                    | Margaret Hoelzer    | 2:10,70 min      |
| 6.     | Danska                 | Louise Ørnstedt     | 2:11,15 min      |
| 7.     | Ujedinjeno Kraljevstvo | Katy Sexton         | 2:12,11 min      |
| 8.     | Japan                  | Aya Terakawa        | 2:12,90 min      |

### 100 m prsno
| Mjesto | Država                 | Plivač             | Vrijeme     |
| ------ | ---------------------- | ------------------ | ----------- |
| 1.     | Japan                  | Kōsuke Kitajima    | 1:00,08 min |
| 2.     | SAD                    | Brendan Hansen     | 1:00,25 min |
| 3.     | Francuska              | Hugues Duboscq     | 1:00,88 min |
| 4.     | SAD                    | Mark Gangloff      | 1:01,17 min |
| 5.     | Kazahstan              | Wladislaw Poljakow | 1:01,34 min |
| 6.     | Ujedinjeno Kraljevstvo | James Gibson       | 1:01,36 min |
| 7.     | Ujedinjeno Kraljevstvo | Darren Mew         | 1:01,66 min |
| 8.     | Ukrajina               | Oleh Lissohor      | 1:02,42 min |

| Mjesto | Država     | Plivačica           | Vrijeme          |
| ------ | ---------- | ------------------- | ---------------- |
| 1.     | NR Kina    | Luo Xuejuan         | 1:06,64 min (OR) |
| 2.     | Australija | Brooke Hanson       | 1:07,15 min      |
| 3.     | Australija | Leisel Jones        | 1:07,16 min      |
| 4.     | SAD        | Amanda Beard        | 1:07,44 min      |
| 5.     | Njemačka   | Sarah Poewe         | 1:07,53 min      |
| 6.     | SAD        | Tara Kirk           | 1:07,59 min      |
| 7.     | Ukrajina   | Svitlana Bondarenko | 1:08,19 min      |
|        | NR Kina    | Qi Hui              | diskvalifikacija |

### 200 m prsno
| Mjesto | Država     | Plivač             | Vrijeme          |
| ------ | ---------- | ------------------ | ---------------- |
| 1.     | Japan      | Kōsuke Kitajima    | 2:09,44 min (OR) |
| 2.     | Mađarska   | Dániel Gyurta      | 2:10,80 min      |
| 3.     | SAD        | Brendan Hansen     | 2:10,87 min      |
| 4.     | Italija    | Paolo Bossini      | 2:11,20 min      |
| 5.     | Kazahstan  | Wladislaw Poljakow | 2:11,76 min      |
| 6.     | Kanada     | Michael Brown      | 2:11,94 min      |
| 7.     | SAD        | Scott Usher        | 2:11,95 min      |
|        | Australija | Jim Piper          | diskvalifikacija |

| Mjesto | Država     | Plivačica     | Vrijeme          |
| ------ | ---------- | ------------- | ---------------- |
| 1.     | SAD        | Amanda Beard  | 2:23,37 min (OR) |
| 2.     | Australija | Leisel Jones  | 2:23,60 min      |
| 3.     | Njemačka   | Anne Poleska  | 2:25,82 min (NR) |
| 4.     | Japan      | Masami Tanaka | 2:25,87 min      |
| 5.     | Mađarska   | Ágnes Kovács  | 2:26,12 min      |
| 6.     | NR Kina    | Qi Hui        | 2:26,35 min      |
| 7.     | Austrija   | Mirna Jukić   | 2:26,36 min      |
| 8.     | Australija | Brooke Hanson | 2:26,39 min      |

### 100 m leptir
| Mjesto | Država     | Plivač             | Vrijeme      |
| ------ | ---------- | ------------------ | ------------ |
| 1.     | SAD        | Michael Phelps     | 51,25 s (OR) |
| 2.     | SAD        | Ian Crocker        | 51,29 s      |
| 3.     | Ukrajina   | Andrij Serdinow    | 51,36 s (ER) |
| 4.     | Njemačka   | Thomas Rupprath    | 52,27 s      |
| 5.     | Rusija     | Igor Martschenko   | 52,32 s      |
| 6.     | Brazil     | Gabriel Mangabeira | 52,34 s      |
| 7.     | Hrvatska   | Duje Draganja      | 52,46 s      |
| 8.     | Australija | Geoff Huegill      | 52,56 s      |

| Mjesto | Država      | Plivačica          | Vrijeme |
| ------ | ----------- | ------------------ | ------- |
| 1.     | Australija  | Petria Thomas      | 57,72 s |
| 2.     | Poljska     | Otylia Jędrzejczak | 57,84 s |
| 3.     | Nizozemska  | Inge de Bruijn     | 57,99 s |
| 4.     | Australija  | Jess Schipper      | 58,22 s |
| 5.     | SAD         | Jenny Thompson     | 58,72 s |
| 6.     | Slovačka    | Martina Moravcová  | 58,96 s |
| 7.     | Bjelorusija | Alena Poptschanka  | 59,06 s |
| 8.     | Japan       | Junko Onishi       | 59,83 s |

### 200 m leptir
| Mjesto | Država                 | Plivač             | Vrijeme          |
| ------ | ---------------------- | ------------------ | ---------------- |
| 1.     | SAD                    | Michael Phelps     | 1:54,04 min (OR) |
| 2.     | Japan                  | Takashi Yamamoto   | 1:54,56 min (AS) |
| 3.     | Ujedinjeno Kraljevstvo | Stephen Parry      | 1:55,52 min      |
| 4.     | Poljska                | Paweł Korzeniowski | 1:56,00 min      |
| 5.     | Rumunjska              | Ioan Gherghel      | 1:56,10 min      |
| 6.     | NR Kina                | Wu Peng            | 1:56,28 min      |
| 7.     | Rusija                 | Nikolai Skworzow   | 1:57,14 min      |
| 8.     | SAD                    | Tom Malchow        | 1:57,48 min      |

| Mjesto | Država     | Plivačica          | Vrijeme     |
| ------ | ---------- | ------------------ | ----------- |
| 1.     | Poljska    | Otylia Jędrzejczak | 2:06,05 min |
| 2.     | Australija | Petria Thomas      | 2:06,36 min |
| 3.     | Japan      | Yuko Nakanishi     | 2:08,04 min |
| 4.     | SAD        | Kaitlin Sandeno    | 2:08,18 min |
| 5.     | Australija | Felicity Galvez    | 2:09,28 min |
| 6.     | Danska     | Mette Jacobsen     | 2:10,01 min |
| 7.     | Italija    | Paola Cavallino    | 2:10,14 min |
| 8.     | Mađarska   | Eva Risztov        | 2:10,58 min |

### 200 m mješovito
| Mjesto | Država            | Plivač              | Vrijeme          |
| ------ | ----------------- | ------------------- | ---------------- |
| 1.     | SAD               | Michael Phelps      | 1:57,14 min (OR) |
| 2.     | SAD               | Ryan Lochte         | 1:58,78 min      |
| 3.     | Trinidad i Tobago | George Bovell       | 1:58,80 min      |
| 4.     | Mađarska          | László Cseh         | 1:58,84 min      |
| 5.     | Brazil            | Thiago Perreira     | 2:00,11 min      |
| 6.     | Japan             | Takahiro Mori       | 2:00,60 min      |
| 7.     | Litva             | Vytautas Janušaitis | 2:01,20 min      |
| 8.     | Japan             | Jiro Miki           | 2:02,16 min      |

| Mjesto | Država     | Plivačica        | Vrijeme          |
| ------ | ---------- | ---------------- | ---------------- |
| 1.     | Ukrajina   | Jana Kločkova    | 2:11,14 min      |
| 2.     | SAD        | Amanda Beard     | 2:11,70 min (AM) |
| 3.     | Zimbabve   | Kirsty Coventry  | 2:12,72 min (AF) |
| 4.     | Mađarska   | Ágnes Kovács     | 2:13,58 min      |
| 5.     | Njemačka   | Teresa Rohmann   | 2:13,70 min      |
| 6.     | Australija | Lara Carroll     | 2:13,74 min      |
| 7.     | SAD        | Katie Hoff       | 2:13,97 min      |
| 8.     | Rumunjska  | Beatrice Caslaru | 2:15,40 min      |

### 400 m mješovito
| Mjesto | Država     | Plivač            | Vrijeme          |
| ------ | ---------- | ----------------- | ---------------- |
| 1.     | SAD        | Michael Phelps    | 4:08,26 min (WR) |
| 2.     | SAD        | Erik Vendt        | 4:11,81 min      |
| 3.     | Mađarska   | László Cseh       | 4:12,15 min      |
| 4.     | Italija    | Alessio Boggiatto | 4:12,28 min      |
| 5.     | Tunis      | Oussama Mellouli  | 4:14,49 min (AF) |
| 6.     | Grčka      | Ioannis Kokkodis  | 4:18,60 min      |
| 7.     | Japan      | Jiro Moki         | 4:19,97 min      |
| 8.     | Australija | Travis Nederpelt  | 4:20,08 min      |

| Mjesto | Država       | Plivačica             | Vrijeme          |
| ------ | ------------ | --------------------- | ---------------- |
| 1.     | Ukrajina     | Jana Kločkova         | 4:34,83 min      |
| 2.     | SAD          | Kaitlin Sandeno       | 4:34,95 min (AM) |
| 3.     | Argentina    | Georgina Bardach      | 4:37,51 min      |
| 4.     | Mađarska     | Eva Risztov           | 4:39,29 min      |
| 5.     | Brazil       | Joanna Melo           | 4:40,00 min      |
| 6.     | Njemačka     | Nicole Hetzer         | 4:40,20 min      |
| 7.     | Južna Koreja | Nam Yoo-Sun           | 4:50,35 min      |
| 8.     | Grčka        | Vasiliki Angelopoulou | 4:50,85 min      |

## Štafetna natjecanja

### 4x100 m slobodno
| Mjesto | Država     | Plivači | Vrijeme          |
| ------ | ---------- | --- | ---------------- |
| 1.     | JAR        | Roland Mark Schoeman Lyndon Ferns Darian Townsend Ryk Neethling                                                               | 3:13,17 min (WR) |
| 2.     | Nizozemska | Johan Kenkhuis Mitja Zastrow Klaas-Erik Zwering Pieter van den Hoogenband Kvalifikacije: - Mark Veens                         | 3:14,36 min      |
| 3.     | SAD        | Ian Crocker Michael Phelps Neil Walker Jason Lezak Kvalifikacije: - Gabe Woodward - Nate Dusing - Neil Walker - Gary Hall Jr. | 3:14,62 min      |
| 4.     | Rusija     | Andrei Kapralow Jewgeni Lagunow Denis Pimankow Alexander Popow Kvalifikacije: - Iwan Ussow                                    | 3:15,75 min      |
| 5.     | Italija    | Lorenzo Vismara Filippo Magnini Michele Scarica Christian Galenda Kvalifikacije: - Alessandro Calvi                           | 3:15,75 min      |
| 6.     | Australija | Michael Klim Todd Pearson Eamon Sullivan Ian Thorpe Kvalifikacije: - Ashley Callus - Jono van Hazel                           | 3:15,77 min      |
| 7.     | Francuska  | Romain Barnier Julien Sicot Fabien Gilot Frederick Bousquet Kvalifikacije: - Amaury Leveaux                                   | 3:16,23 min      |
| 8.     | Njemačka   | Jens Schreiber Lars Conrad Torsten Spanneberg Stefan Herbst Kvalifikacije: - Stephan Kunzelmann - Christian Keller            | 3:17,18 min      |

| Mjesto | Država                 | Plivačice | Vrijeme          |
| ------ | ---------------------- | --- | ---------------- |
| 1.     | Australija             | Alice Mills Lisbeth Lenton Petria Thomas Jodie Henry Kvalifikacije: - Sarah Ryan                                        | 3:35,94 min (WR) |
| 2.     | SAD                    | Lynn Joyce Natalie Coughlin Amanda Weir Jenny Thompson Kvalifikacije: - Colleen Lanne - Lindsay Benk - Maritza Correira | 3:36,39 min (AM) |
| 3.     | Nizozemska             | Chantal Groot Inge Dekker Marleen Veldhuis Inge de Bruijn Kvalifikacije: - Annabel Kosten                               | 3:37,59 min      |
| 4.     | Njemačka               | Antje Buschschulte Petra Dallmann Daniela Götz Franziska van Almsick Kvalifikacije: - Britta Steffen                    | 3:37,94 min      |
| 5.     | Francuska              | Solenne Figuès Céline Couderc Aurore Mongel Malia Metella                                                               | 3:40,23 min      |
| 6.     | Ujedinjeno Kraljevstvo | Melanie Marshall Kathryn Evans Karen Pickering Lisa Chapman Kvalifikacije: - Alison Sheppard                            | 3:40,82 min      |
| 7.     | Švedska                | Josefin Lilhage Johanna Sjöberg Therese Alshammar Anna-Karin Kammerling Kvalifikacije: - Cathrin Carlzon                | 3:41,22 min      |
| 8.     | NR Kina                | Cheng Jiaru Xu Yanwei Yang Yu Zhu Yingwen                                                                               | 3:42,90 min      |

### 4x200 m slobodno
| Mjesto | Država                 | Plivači | Vrijeme          |
| ------ | ---------------------- | --- | ---------------- |
| 1.     | SAD                    | Michael Phelps Ryan Lochte Peter Vanderkaay Klete Keller Kvalifikacije: - Scott Goldblatt - Dan Ketchum                           | 7:07,33 min (AM) |
| 2.     | Australija             | Grant Hackett Michael Klim Nicholas Sprenger Ian Thorpe Kvalifikacije: - Todd Pearson - Antony Matkovich - Craig Stevens          | 7:07,46 min      |
| 3.     | Italija                | Emiliano Brembilla Massimiliano Rosolino Simone Cercato Filippo Magnini Kvalifikacije: - Matteo Pelliciari - Federico Cappellazzo | 7:11,83 min      |
| 4.     | Ujedinjeno Kraljevstvo | Simon Burnett Gavin Meadows David O'Brien Ross Davenport Kvalifikacije: - Gavin Meadows - David Carry                             | 7:12,60 min      |
| 5.     | Kanada                 | Brent Hayden Brian Johns Andrew Hurd Rick Say Kvalifikacije: - Mark Johnstone                                                     | 7:13,33 min      |
| 6.     | Njemačka               | Jens Schreiber Heiko Hell Lars Conrad Christian Keller Kvalifikacije: - Johannes Österling - Stefan Herbst                        | 7:16,51 min      |
| 7.     | Francuska              | Amaury Leveaux Fabien Horth Nicolas Kintz Nicolas Rostoucher                                                                      | 7:17,43 min      |
| 8.     | Grčka                  | Apostolos Antonopoulos Dimitrios Manganas Andreas Zisimos Nikolaos Kylouris                                                       | 7:23,02 min      |

| Mjesto | Država                 | Plivačice | Vrijeme          |
| ------ | ---------------------- | --- | ---------------- |
| 1.     | SAD                    | Natalie Coughlin Carly Piper Dana Vollmer Kaitlin Sandeno Kvalifikacije: - Lindsay Benko - Rhi Jeffrey - Rachel Komisarz        | 7:53,42 min (WR) |
| 2.     | NR Kina                | Zhu Yingwen Xu Yanwei Yang Yu Pang Jiaying Kvalifikacije: - Li Ji                                                               | 7:55,97 min (AS) |
| 3.     | Njemačka               | Franziska van Almsick Petra Dallmann Antje Buschschulte Hannah Stockbauer Kvalifikacije: - Janina-Kristina Götz - Sara Harstick | 7:57,35 min      |
| 4.     | Australija             | Alice Mills Elka Graham Shayne Reese Petria Thomas Kvalifikacije: - Linda Mackenzie - Giaan Rooney                              | 7:57,40 min (OC) |
| 5.     | Ujedinjeno Kraljevstvo | Melanie Marshall Georgina Lee Caitlin McClatchey Karin Pickering Kvalifikacije: - Joanne Jackson                                | 7:59,11 min      |
| 6.     | Španjolska             | Tatiana Rouba Melissa Caballero Arantxa Ramos Erika Villaecija                                                                  | 8:02,11 min      |
| 7.     | Brazil                 | Joanna Melo Monique Perreira Mariana Brochado Paula Ribeiro                                                                     | 8:05,29 min      |
| 8.     | Švedska                | Josefin Lilhage Ida Mattsson Malin Svahnström Lotta Wanberg Kvalifikacije: - Johanna Sjöberg                                    | 8:08,34 min      |

### 4x100 m mješovito
| Mjesto | Država                 | Plivači | Vrijeme          |
| ------ | ---------------------- | --- | ---------------- |
| 1.     | SAD                    | Aaron Peirsol Brendan Hansen Ian Crocker Jason Lezak Kvalifikacije: - Lenny Krayzelburg - Mark Gangloff - Michael Phelps - Neil Walker | 3:30,68 min (WR) |
| 2.     | Njemačka               | Steffen Driesen Jens Kruppa Thomas Rupprath Lars Conrad Kvalifikacije: - Helge Meeuw                                                   | 3:33,62 min (ER) |
| 3.     | Japan                  | Tomomi Morita Kōsuke Kitajima Takashi Yamamoto Yoshihiro Okumura                                                                       | 3:35,22 min (AS) |
| 4.     | Rusija                 | Arkadi Wjattschanin Roman Sludnow Igor Martschenko Alexander Popow Kvalifikacije: - Andrej Kapralow                                    | 3:35,91 min      |
| 5.     | Francuska              | Simon Dufour Hugues Duboscq Franck Esposito Frederick Bousquet                                                                         | 3:36,57 min      |
| 6.     | Ukrajina               | Pawlo Illitschow Oleh Lissohor Andrij Serdinow Jurij Jegoschin Kvalifikacije: - Walerij Dymo - Denis Sylanzew                          | 3:36,87 min      |
| 7.     | Mađarska               | László Cseh Richárd Bodor Zsolt Gáspár Attila Zubor                                                                                    | 3:37,46 min      |
| 8.     | Ujedinjeno Kraljevstvo | Gregor Tait James Gibson James Hickman Matthew Kidd                                                                                    | 3:37,77 min      |

| Mjesto | Država                 | Plivačice | Vrijeme          |
| ------ | ---------------------- | --- | ---------------- |
| 1.     | Australija             | Giaan Rooney Leisel Jones Petria Thomas Jodie Henry Kvalifikacije: - Brooke Hanson - Jess Schipper - Alice Mills                     | 3:57,32 min (WR) |
| 2.     | SAD                    | Natalie Coughlin Amanda Beard Jenny Thompson Kara Lynn Joyce Kvalifikacije: - Haley Cope - Tara Kirk - Rachel Komisarz - Amanda Weir | 3:59,12 min      |
| 3.     | Njemačka               | Antje Buschschulte Sarah Poewe Franziska van Almsick Daniela Götz                                                                    | 4:00,72 min (ER) |
| 4.     | NR Kina                | Chen Xiujun Luo Xuejuan Zhou Yafei Zhu Yingwen Kvalifikacije: - Zhan Shu - Qi Hui                                                    | 4:03,35 min      |
| 5.     | Japan                  | Reiko Nakamura Masami Tanaka Junko Onishi Tomoko Nagai Kvalifikacije: - Noriko Inada                                                 | 4:04,83 min      |
| 6.     | Nizozemska             | Stefanie Luiken Madelon Baans Inge de Bruijn Marleen Veldhuis Kvalifikacije: - Chantal Groot                                         | 4:07,36 min      |
| 7.     | Španjolska             | Nina Živanevskaja Sara Pérez María Peláez Tatiana Rouba                                                                              | 4:07,61 min      |
|        | Ujedinjeno Kraljevstvo | Katy Sexton Kirsty Balfour Georgina Lee Kathryn Evans Kvalifikacije: - Melanie Marshall - Sarah Price                                | diskvalifikacija |

## Sinkronizirano plivanje
| Duet | Ekipno |

## Pregled osvojenih medalja
| Mjesto | Država                 | Zlato | Srebro | Bronca | Ukupno |
| ------ | ---------------------- | ----- | ------ | ------ | ------ |
| 1.     | SAD                    | 12    | 9      | 7      | 28     |
| 2.     | Australija             | 7     | 5      | 3      | 15     |
| 3.     | Japan                  | 3     | 1      | 4      | 8      |
| 4.     | Nizozemska             | 2     | 3      | 2      | 7      |
| 5.     | Ukrajina               | 2     | 0      | 1      | 3      |
| 6.     | Francuska              | 1     | 2      | 3      | 6      |
| 7.     | Poljska                | 1     | 2      | 0      | 3      |
| 8.     | JAR                    | 1     | 1      | 1      | 3      |
| 8.     | Zimbabve               | 1     | 1      | 1      | 3      |
| 10.    | NR Kina                | 1     | 1      | 0      | 2      |
| 11.    | Rumunjska              | 1     | 0      | 1      | 2      |
| 12.    | Austrija               | 0     | 2      | 0      | 2      |
| 13.    | Njemačka               | 0     | 1      | 4      | 5      |
| 14.    | Mađarska               | 0     | 1      | 1      | 2      |
| 14.    | Italija                | 0     | 1      | 1      | 2      |
| 16.    | Hrvatska               | 0     | 1      | 0      | 1      |
| 16.    | Rusija                 | 0     | 1      | 0      | 1      |
| 18.    | Ujedinjeno Kraljevstvo | 0     | 0      | 2      | 2      |
| 19.    | Argentina              | 0     | 0      | 1      | 1      |
| 19.    | Trinidad i Tobago      | 0     | 0      | 1      | 1      |

## Objašnjenje kratica
- AF = Afrički rekord
- AM = Američki rekord
- AS = Azijski rekord
- ER = Europski rekord
- OC = Oceanijski rekord
- OR = Olimpijski rekord
- WR = Svjetski rekord